# Yabteclum Fracción Dos
Yabteclum Fracción Dos är en ort i Mexiko.   Den ligger i kommunen Chenalhó och delstaten Chiapas, i den sydöstra delen av landet, 800 km öster om huvudstaden Mexico City. Yabteclum Fracción Dos ligger 1 640 meter över havet och antalet invånare är 894.
Terrängen runt Yabteclum Fracción Dos är lite bergig. Runt Yabteclum Fracción Dos är det ganska tätbefolkat, med 134 invånare per kvadratkilometer. Närmaste större samhälle är Cancuc, 8,4 km öster om Yabteclum Fracción Dos. Omgivningarna runt Yabteclum Fracción Dos är en mosaik av jordbruksmark och naturlig växtlighet.